# Estlands herrlandslag i bandy
Estlands herrlandslag i bandy representerar Estland i bandy på herrsidan.

## Historik
Under mellankrigstiden spelade Estland landskamper mot Finland och förlorade med siffror som 0-22, 0-4, 2-5, 0-10, 2-4 och 3-6. Introduktionen av ishockey i Estland gjorde att bandyn tappade mark, men även då Estland var Sovjetrepublik i det dåvarande Sovjetunionen åren 1940-1991 spelades bandy i vad som då var Estniska SSR. 
På 1990-talet försökte bandytentusiaster från Finland sprida spelets popularitet. Estland deltog för första gången vid 2003 i Ryssland. 
Estland har mestadels hållit till i B-gruppen, men avstod VM 2010 och 2011. Estland kom tvåa i B-VM 2014 och 2015, sedan kom man etta i B-VM 2019.

## VM 2015
Estlands trupp i Bandy-VM i Chabarovsk 2015
- Förbundskapten:  Arthur Fjodor

| Målvakt |

| Pos. | Ålder        | Namn            | Klubb             |
| ---- | ------------ | --------------- | ----------------- |
| Mv   | 6 maj 1987   | Boris Silivanov | Sajan-Chakassia   |
| Mv   | 10 juni 1975 | Marat Shakurov  | UVAU GA Uljanovsk |

| Utespelare |

| Pos. | Ålder             | Namn               | Klubb              |
| ---- | ----------------- | ------------------ | ------------------ |
| F    | 15 maj 1975       | Andrei Griskun     | Unistarz Tallinn   |
| F    | 5 juli 1966       | Argo Servet        | Saku               |
| F    | 23 september 1969 | Urmas Rohtla       | Estland            |
| F    | 28 juli 1972      | Pavel Zvjagin      | Estland            |
| F    | 27 juli 1977      | Jurij Timofejev    | Sajan-Chakassia    |
| F    | 24 oktober 1975   | Sergej Khorev      | Syktyvkar          |
| Mf   | 17 juli 1982      | Dmitri Kabatsikov  | Estland            |
| Mf   | 13 september 1978 | Vadim Volin        | Sokol Tallinn      |
| Mf   | 12 september 1981 | Ilja Kolesnikov    | Sokol Tallinn      |
| Mf   | 21 augusti 1981   | Igor Habarov       | Estland            |
| Mf   | 6 januari 1996    | Vladislav Andreev  | Estland            |
| A    | 12 mars 1987      | Artiom Trefov      | Saku               |
| A    | 18 december 1978  | Denis Kudrjavtsev  | Sokol Tallinn      |
| A    | 12 oktober 1977   | Stanislav Pankov   | Kalev-Vjalko Tartu |
| A    | 5 augusti 1984    | Vjatseslav Bortnik | Jygeva Taht        |
| A    | 23 juni 1981      | Alexander Savelyev | HK Kuzbass         |

### Fotnoter
1. ↑  ”Bandytipset”. Arkiverad från originalet den 31 juli 2009. https://web.archive.org/web/20090731111749/http://geocities.com/Colosseum/Track/2049/English/Estonia.html. Läst 1 september 2011.
2. ↑  Truppen till VM 2015
3. ↑  Truppen till Bandy VM 2015 - rusbandy.ru